# Menteşeli İlyas
Menteşeli İlyas fou emir o beg dels menteşeoğulları del beylik de Menteşe-oğlu. Era fill de Menteşeli Mehmet que governava a Muğla i Çine.
Vers el 1389 es va revoltar el seu germà Mahmut que va dominar Balat que en aquell temps havia passat al seu pare. İlyas li va fer front i el va obligar a refugiar-se a territori otomà. El 1389/1390 el Beylik de Karaman-oğlu va promoure una aliança d'emirs contra l'otomà Baiazet I a la que Mehmet i İlyas van donar suport. El sultà otomà en resposta va envair el beylik de Mehmet i va ocupar Balat, Muğla i Çine. Mehmet i İlyas van fugir al territori dels jandàrides.
Després de la batalla d'Ankara del juliol del 1402, Tamerlà va restaurar els emirats turcmans, i İlyas va rebre tots els antics dominis familiars, ja que el seu pare havia mort, i la branca d'Ahmet (com la de Musa) es devia haver extingit. Per un temps va governar com a vassalls de Tamerlà, i de fet independent a la seva mort el 1405. En la lluita entre els fills de Baiazet I, va donar suport a Isa Çelebi, igual que els begs de Saruhan i Aydin, en contra de Mehmet. Aquest va derrotar a Isa, i İlyas (1403) i va haver de fer aliança amb Mehmet en contra del germà Suleyman I, però aquest es va imposar el 1404, i el va haver de reconèixer. İlyas va fer diverses campanyes navals i va causar moltes pèrdues als vaixells llatins a les illes de la mar Egea; Venècia va optar per fer un tractat amb l'emir (vers 1404) amb mediació del comte de Creta Marco Falieri. Alguns conflictes van subsistir i el tractat va haver de ser renegociat amb l'almirall Ser Pietrro Civrano (17 d'octubre de 1414). Mentre, derrotats Suleyman I i després Musa I, Mehmet va quedar com únic sultà (1413) i fou reconegut per İlyas que van enviar tropes per lluitar al seu costat contra Djunayd d'Aydin i Esmirna (1414). El 1415 va encunyar monedes amb la cara de Mehmet I i va haver d'enviar als seus dos fills Layth i Ahmet, com a ostatges al palau del sultà.
İlyas va morir el 1421. Els seus dos fills van fugir de palau i es van presentar al principat que van governar uns tres anys fins que les forces de Murat II van ocupar el territori. Els dos prínceps foren empresonats i el seu estat annexionat.